# Трач Ольга Сергіївна
О́льга Сергі́ївна Трач (нар. 15 листопада 1988, м. Дніпропетровськ) — українська волейболістка, центральна блокуюча. Майстер спорту.

## Із біографії
Кар'єра: «Академія-Дніпро» (м. Дніпропетровськ), «Рось» (м. Біла Церква), «Сєвєродончанка» (м. Сєвєродонецьк), «Азеройл» (Азербайджан), «П'ятра-Нямц» (Румунія), «Олімпіакос» (Греція), «Грот Будовляни» (Польща), «Мюлуз» (Франція), «Венель» (Франція, із сезону 2020—2021).
Чемпіонка України 2009, володарка Кубка України 2009, бронзовий призер чемпіонату України 2011.
Чемпіонка і володарка кубка Греції 2013 року.
Чемпіонка Франції 2017 року, володарка суперкубка 2018.
Гравець національної збірної України. Дебютувала у 2009 році.
Сестра-близнючка Анастасія Трач також професійна волейболістка.

## Клуби
| Роки      | Команди                             |
| --------- | ----------------------------------- |
| 2003—2006 | «Академія-Дніпро» (Дніпропетровськ) |
| 2006—2007 | «Рось» (Біла Церква)                |
| 2007—2011 | «Сєвєродончанка»                    |
| 2011—2012 | «Азеройл-Сервіс» (Баку)             |
| 2012—2013 | «П'ятра-Нямц»                       |
| 2012—2013 | «Олімпіакос» (Пірей)                |
| 2013—2014 | «Грот Будовляни» (Лодзь)            |
| 2014—2020 | «Мюлуз»                             |
| 2020—2024 | «Венель»                            |

## Статистика
Статистика виступів в єврокубках:
| Сезон   | Клуб             | Турнір         | Ігри | Сети | Очки | Ср.  | Примітки |
| ------- | ---------------- | -------------- | ---- | ---- | ---- | ---- | -------- |
| 2008/09 | «Сєвєродончанка» | Кубок виклику  |      |      |      | ,    |          |
| 2009/10 | «Сєвєродончанка» |                |      |      |      | ,    |          |
| 2014/15 | «Мюлуз»          | Кубок виклику  | 4    | 13   | 35   | 2,69 |          |
| 2016/17 | «Мюлуз»          | Кубок виклику  | 2    | 8    | 16   | 2    |          |
| 2017/18 | «Мюлуз»          | Ліга чемпіонів | 6    | 25   | 56   | 2,24 |          |
| 2018/19 | «Мюлуз»          | Ліга чемпіонів | 4    | 13   | 28   | 2,15 |          |
|         | «Мюлуз»          | Кубок ЄКВ      | 4    | 10   | 25   | 2,5  |          |
| 2019/20 | «Мюлуз»          | Кубок ЄКВ      | 2    | 9    | 19   | 2,11 |          |
| 2022/23 | «Венель»         | Кубок ЄКВ      | 2    | 8    | 18   | 2,25 |          |